# 第29屆金鐘獎

第29屆金鐘獎是1994年台灣廣播業界的年度盛事之一，表揚1994年度傑出的台灣廣播之藝人。

## 節目獎
下列之標記為該獎項得獎者。

## 外部連結
- 83年廣播金鐘獎得獎名單 （页面存档备份，存于）.文化部影視及流行音樂產業局.1994-04-01